# جولیا امولو
جولیا امولو (انگلیسی: Giulia Emmolo؛ زادهٔ ۱۶ اکتبر ۱۹۹۱) ورزشکار واترپلو اهل ایتالیا است.
وی در مسابقات کشوری و بین‌المللی در مجموع برندهٔ ۱ مدال طلا، ۴ مدال نقره، ۲ مدال برنز شده‌است.